# Tonio Bödiker

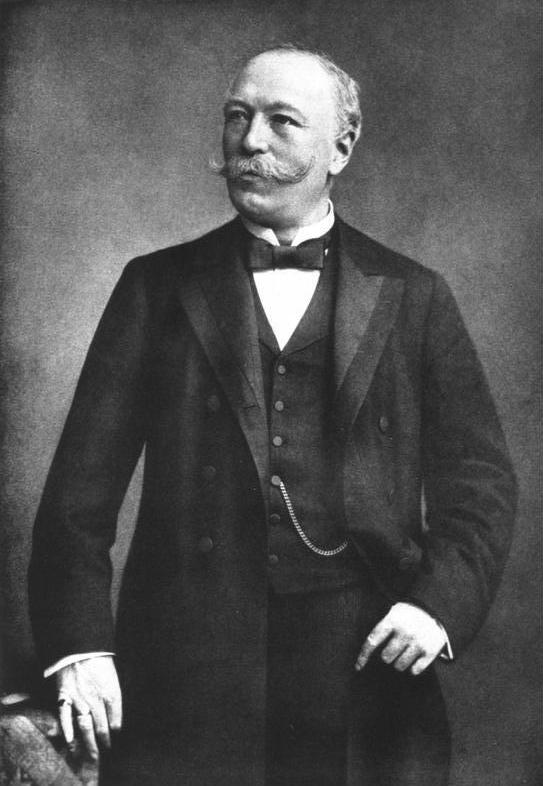
Tonio Bödiker.

Anton "Tonio" Wilhelm Laurenz Karl Maria Bödiker, född 6 mars 1843 i Meppen, död 4 februari 1907 i Berlin, var en tysk ämbetsman.
Bödiker inträdde 1864 i Hannovers statstjänst samt innehade sedermera en mängd sysslor inom preussiska lantstaten, innan han 1881 anställdes såsom föredragande råd i Preussens inrikesministerium. 
När riksdagen 27 juni 1884 antagit olycksfallsförsäkringslagen, uppdrogs åt Bödiker ledningen av den nya organisation, som föranleddes därav och som öppnades redan 15 juli samma år under namnet Reichsversicherungsamt. Genom hans energi vann detta verk en snabb och god utveckling, och många utmärkelser kom honom till del. 
I juli 1897 tog Bödiker till följd av oenighet med statssekreteraren Karl Heinrich von Boetticher avsked ur statens tjänst och inträdde som generaldirektor i firman Siemens & Halske, vars "tillsyningsråd" han sedan 1893 tillhörde. 
Bödiker skrev flera arbeten i kamerala samt försäkrings- och myntfrågor, bland annat Die Unfallgesetzgebung der europäischen Staaten (1884) och Die Arbeiterversicherung in den europäischen Staaten (1895).